# ビル・ブレイクリー
ビル・ブレイクリー（Billie Buie Blakeley、1934年6月13日 - 2010年10月27日）は、アメリカ合衆国のバスケットボールの指導者。テキサス州出身。高校、大学でヘッドコーチを務めた後、ABAのテキサス・チャパラルズのヘッドコーチを務め、通算で、レギュラーシーズン、65試合を指揮し、25勝40敗、プレイオフは4試合0勝4敗の成績を残した。